# Gare de Lus-la-Croix-Haute
Pour les articles homonymes, voir Gare de Croix.
La gare de Lus-la-Croix-Haute est une gare ferroviaire française de la ligne de Lyon-Perrache à Marseille-Saint-Charles (via Grenoble), située sur le territoire de la commune de Lus-la-Croix-Haute, dans le département de la Drôme et la région Auvergne-Rhône-Alpes. Elle est un point de départ pour de nombreuses promenades pédestres ou cyclistes à la découverte du Dauphiné.
Elle est mise en service en 1878 par la Compagnie des chemins de fer de Paris à Lyon et à la Méditerranée (PLM).
C'est une gare de la Société nationale des chemins de fer français (SNCF) desservie par des trains TER Auvergne-Rhône-Alpes.

## Situation ferroviaire
Établie à 1 014 mètres d'altitude, la gare de Lus-la-Croix-Haute est située au point kilométrique (PK) 211,807 de la ligne de Lyon-Perrache à Marseille-Saint-Charles (via Grenoble), entre les gares ouvertes de Clelles - Mens et d'Aspres-sur-Buëch.
Elle est dotée d'un évitement qui permet le croisement des trains (le tronçon Grenoble - Marseille-Saint-Charles est en grande partie à voie unique). Il existe également quelques voies de service utilisées par les trains de travaux et le chasse-neige (compte tenu de l'altitude, cette partie de la ligne connaît un enneigement important en hiver).

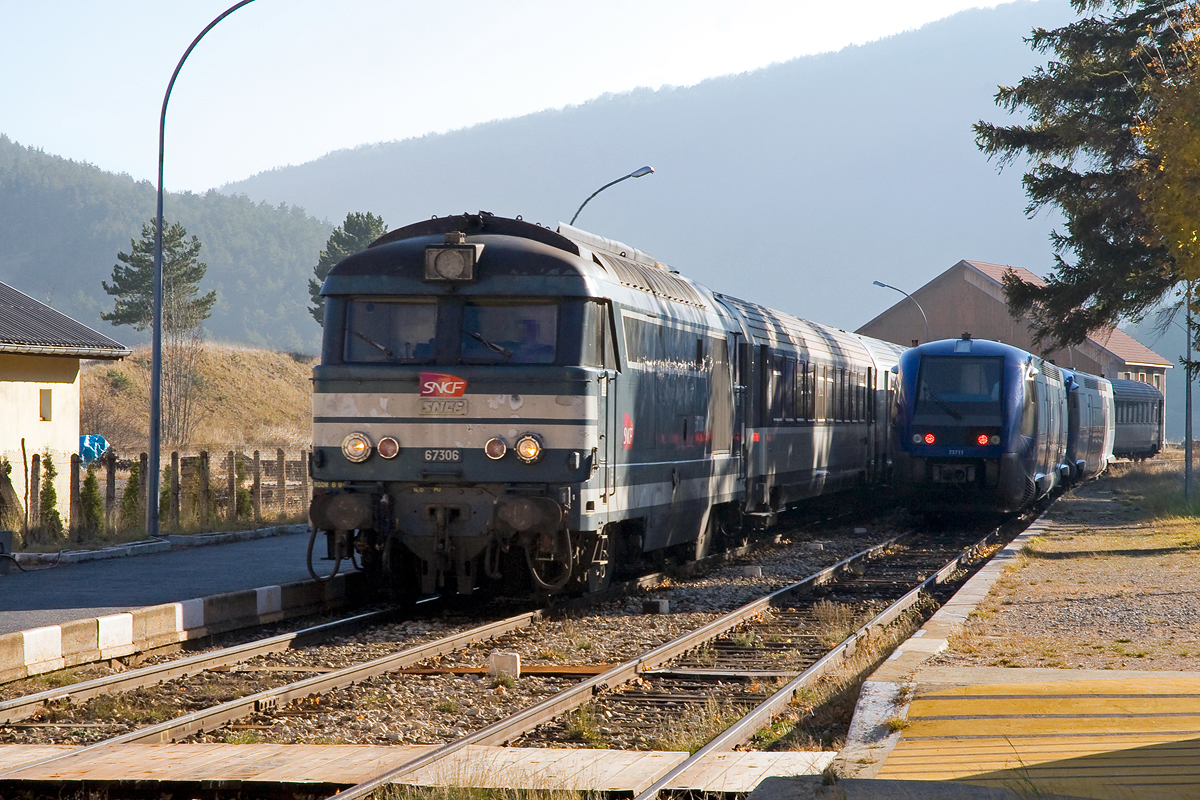
Croisement en gare

## Historique
La gare de Lus-la-Croix-Haute est mise en service le 29 juillet 1878 par la Compagnie des chemins de fer de Paris à Lyon et à la Méditerranée (PLM), lorsqu'elle ouvre à l'exploitation la section de Grenoble à Veynes de sa ligne de Lyon à Marseille via Grenoble. 
En 2014, la gare a failli être fermée mais elle reste maintenue ouverte pour le moment.

## Fréquentation
De 2015 à 2023, selon les estimations de la SNCF, la fréquentation annuelle de la gare s'élève aux nombres indiqués dans le tableau ci-dessous.
| Année     | 2015  | 2016  | 2017  | 2018  | 2019  | 2020  | 2021 | 2022 | 2023  |
| --------- | ----- | ----- | ----- | ----- | ----- | ----- | ---- | ---- | ----- |
| Voyageurs | 5 950 | 5 329 | 5 880 | 4 526 | 5 455 | 3 261 | 69   | 552  | 5 944 |

## Service des voyageurs

### Accueil
Halte SNCF, elle dispose néanmoins d'un bâtiment voyageurs, avec salle d'attente et relais toilettes, ouvert tous les jours.

### Desserte
La gare est desservie par des trains TER Auvergne-Rhône-Alpes de la ligne 63 de Grenoble à Gap avec correspondances à Veynes pour Briançon, Laragne, Sisteron, Manosque, Aix-en-Provence et Marseille.

### Intermodalité
Un parc à vélo et un parking pour les véhicules y sont aménagés.